# آن البوهيمية (1290–1313)
آن البوهيمية (1290-1313)؛ هي ابنة الكبرى لـ فاتسلاف الثاني ملك بوهيميا وبولندا وزوجته الأولى جوديث دي هابسبورغ؛ وأشقائها فاتسلاف الثالث ملك بوهيميا والملكة إليسكا.

## الأسرة
ولدت آنا في 1290 في مملكة بوهيميا، والدتها جوديث توفيت في 1297 عندما كانت في السابعة من العمر، من بين أطفال أمها العشرة: كان أربعة منهم وصلوا إلى سن البلوغ وآنا واحدة منهم.
في عام 1300 تزوج والدها من أميرة بولندية إلزبيتا ريكسا لإضفاء الشرعية على تاجه البولندي الذي اكتسابه مؤخراً، والدها توفي في 1305 تاركاً ورائه ابنة واحدة من زوجته الثانية أغنيس.
وأيضا كان لوالدها العديد من الأبناء الغير الشرعيين بما في ذلك يان فوليك، مطران أولوموك.

## الزواج
في عام 1306 تزوجت آنا من ييندريش الكارينثيان ابن الكونت مينهارد، دوق كارينثيا وإليزابيث من بافاريا.
بعد مقتل شقيقها فاتسلاف في 1305 تم انتخاب زوجها كـ ملك بوهيميا وأيضا حمل لقب ملك بولندا ومع ذلك سرعان ما انتقلت السلطة إلى يد رودولف من هابسبورغ (ابن خالها) الذي تزوج فوراً من إلزبيتا ريكسا أرملة أبيها؛ وبذلك انتقلت آنا مع زوجها إلى كارينثيا بعيداً عن رودولف؛ إلا أن رودولف توفي بعد عام واحداً من الحكم دون وريث تاركاً البلاد إلى خاله ييندريش.
حاول الزوجان الاهتمام بشقيقتها الصغرى إليسكا الغير المتزوجة؛ بحيث أرادا تزويجها ومع كل مرة ترفض إليسكا، في 1310 تزوجت إليسكا من يان من لوكسمبورغ، بحيث تسبب هذا الاتحاد في المنافسة بين إليسكا وآنا، قيل أن إليسكا كانت أجمل من آنا، مما أدى إلى أن آنا كانت تشعر بالغيرة منها.
وبحلول ديسمبر 1310 احتل يان وإليسكا على براغ، وبذلك اضطر ييندريش وآنا بالعيش مرة أخرى في كارينثيا، وتوفيت آنا بعدها بـ ثلاثة سنوات عن العمر يناهز أثنين والعشرون بدون أطفال في 1313.